# 牧野吉高
牧野 吉高（まきの よしたか）は、日本の男性アニメーション演出家。
「マキノ吉高」の名前でクレジットされることもある。

## 参加作品

### テレビアニメ
1998年
- ビーストウォーズII 超生命体トランスフォーマー（制作進行）
- LEGEND OF BASARA（制作進行）

1999年
- セイバーマリオネットJ to X（制作進行）

2001年
- サラリーマン金太郎（絵コンテ・演出）
- オフサイド（2001年 - 2002年、絵コンテ・演出）

2003年
- PEACE MAKER鐵（絵コンテ・演出）
- F-ZERO ファルコン伝説（2003年 - 2004年、絵コンテ・演出）

2004年
- ポケットモンスター サイドストーリー（演出）
- アガサ・クリスティーの名探偵ポワロとマープル（2004年 - 2005年、演出）

2005年
- ブラック・ジャック（2005年 - 2006年、演出）
- アイシールド21（2005年 - 2008年、絵コンテ・演出）

2006年
- ブラック・ジャック21（絵コンテ・演出）
- スーパーロボット大戦OG -ディバイン・ウォーズ-（演出）

2007年
- Devil May Cry（演出）
- もっけ（2007年 - 2008年、演出）

2008年
- アリソンとリリア（演出）

2009年
- 源氏物語千年紀 Genji（演出）
- 戦場のヴァルキュリア（演出）
- こばと。（2009年 - 2010年、演出）
- バトルスピリッツ 少年激覇ダン（演出）

2010年
- スティッチ! 〜いたずらエイリアンの大冒険〜（演出）
- 毎日かあさん（演出）
- ポケットモンスター ベストウイッシュ（演出）
- FORTUNE ARTERIAL 赤い約束（絵コンテ・演出）

2011年
- FAIRY TAIL（演出）
- 侵略!?イカ娘（絵コンテ・演出）
- ちはやふる（演出）

2012年
- ダンボール戦機W（絵コンテ・演出）
- おじゃる丸（絵コンテ・演出）
- ファイ・ブレイン 神のパズル 第2シリーズ（演出）
- 遊☆戯☆王ZEXAL II（演出）
- ハヤテのごとく! CAN'T TAKE MY EYES OFF YOU（演出）
- ポケットモンスター ベストウイッシュ シーズン2（演出）

2013年
- ポケットモンスター ベストウイッシュ シーズン2 エピソードN（演出）
- アイカツ!（演出）
- ポケットモンスター ベストウイッシュ シーズン2 デコロラアドベンチャー（絵コンテ・演出）
- ファイ・ブレイン 神のパズル 第3シリーズ（2013年 - 2014年、絵コンテ・演出）

2014年
- テラフォーマーズ（絵コンテ・演出）

2015年
- ガンダム Gのレコンギスタ（絵コンテ）
- アルスラーン戦記（絵コンテ・演出・原画）

2016年
- ポケットモンスター XY&Z（絵コンテ・ゲストデザイン）
- ポケットモンスター サン&ムーン（2016年 - 2019年、絵コンテ・演出）
- カードファイト!! ヴァンガードG NEXT（演出）

2019年
- ポケットモンスター（2019年 - 2022年、演出）
- カードファイト!! ヴァンガード（絵コンテ）

2020年
- ガル学。〜聖ガールズスクエア学院〜（2020年 - 2021年、絵コンテ・演出）

2023年
- るろうに剣心 -明治剣客浪漫譚- 序幕東京（演出）
- ダークギャザリング（絵コンテ）
- 東京リベンジャーズ（絵コンテ・演出）

2024年
- るろうに剣心 -明治剣客浪漫譚- 京都動乱（2024年 - 2025年、副監督・絵コンテ・演出）

### 劇場アニメ
- 劇場版 天地無用! in LOVE2 遙かなる想い（1999年、制作進行）
- 遊☆戯☆王 THE DARK SIDE OF DIMENSIONS（2016年、演出）
- 劇場版ポケットモンスター ココ（2020年、演出）

### OVA
- いのち輝く灯（1999年、制作デスク）
- マリンとヤマト 不思議な日曜日（2001年、制作主任）
- チャレンジ6年生Presents 6年イキナリ100点スタートDVD「夢のチカラ」（2009年、絵コンテ）
- SUPERNATURAL: THE ANIMATION（2011年、演出）
- テラフォーマーズ「バグズ2号編」（2014年、演出）

### Webアニメ
- ポケモンジェネレーションズ（2016年、絵コンテ・演出）

### 実写映画
- ウルトラQ ザ・ムービー 星の伝説（1990年、制作進行）
- ソナチネ（1993年、制作進行）